# Saint-Sauveur (Frasnes-lez-Anvaing)
Saint-Sauveur (wa. Sint-Såveu) – dzielnica (section) gminy Frasnes-lez-Anvaing w Belgii, w Regionie Walońskim, w prowincji Hainaut, w okręgu Ath. 1 stycznia 2020 roku liczyła 1854 mieszkańców. Do 31 grudnia 1976 samodzielna gmina.

## Demografia
Liczba mieszkańców, stan na 1 stycznia:
| Rok                | 1930 | 1947 | 1961 | 2020 |
| ------------------ | ---- | ---- | ---- | ---- |
| Liczba mieszkańców | 1438 | 1412 | 1510 | 1854 |

## Transport
Przez teren dzielnicy przebiega droga regionalna N60.